# آر. والتون مور
آر. والتون مور (بالإنجليزية: R. Walton Moore)‏ هو محامي وسياسي أمريكي، ولد في 6 فبراير 1859 في فيرفاكس في الولايات المتحدة، وتوفي بنفس المكان في 8 فبراير 1941. حزبياً، نشط في الحزب الديمقراطي. وقد انتخب عضو مجلس نواب الولايات المتحدة عن ولاية فرجينيا وانتخب عضو مجلس النواب الأمريكي.